# Johannes Schmidt (Ruderer)
Johannes Schmidt (* 9. August 1982 in Offenbach am Main) ist ein deutscher Pararuderer.
Schmidt trat erstmals im Jahr 2011 im Pararudern an und belegte Platz 12 bei den Weltmeisterschaften in Bled. Im Folgejahr verpasste er bei der Qualifikationsregatta für die Sommer-Paralympics in London mit Platz 3 knapp die Qualifikation, wurde Anfang Juni aber durch das Internationale Paralympische Komitee (IPC) und den Weltruderverband (FISA) nachnominiert und vertrat Deutschland im Einer. Bei den Sommer-Paralympics 2012 in London wurde Schmidt im B-Finale fünfter und belegte so insgesamt einen elften Platz.
Danach nahm er bis 2015 jährlich an den Weltmeisterschaften, erreichte aber nicht das Finale. 2013 und 2014 gewann er jeweils das B-Finale und wurde Siebter, 2015 erreichte er den 10. Rang. Nachdem er die sportliche Qualifikation für die Sommer-Paralympics 2016 bei der maßgeblichen Qualifikationsregatta im April 2016 um einen Platz verpasst hatte, wurde Schmidt im August 2016, nur einen knappen Monat vor den Paralympics, erneut nachnominiert. Hintergrund war in diesem Fall der Ausschluss aller russischen Athleten von den Paralympics. Der russische Einerruderer Alexei Tschuwaschew war davon betroffen, auf dessen Startplatz Schmidt nachrückte.
Schmidt rudert für die Offenbacher Rudergesellschaft Undine 1876.

## Erfolge
- 2011: 12. Platz Weltmeisterschaften im Para-Einer
- 2012: 3. Platz Qualifikationsregatta für die Paralympics
- 2012: 11. Platz Sommer-Paralympics im Para-Einer
- 2013: 7. Platz Weltmeisterschaften im Para-Einer
- 2014: 7. Platz Weltmeisterschaften im Para-Einer
- 2015: 10. Platz Weltmeisterschaften im Para-Einer
- 2016: 3. Platz Qualifikationsregatta für die Paralympics